# Kirche von Våmb

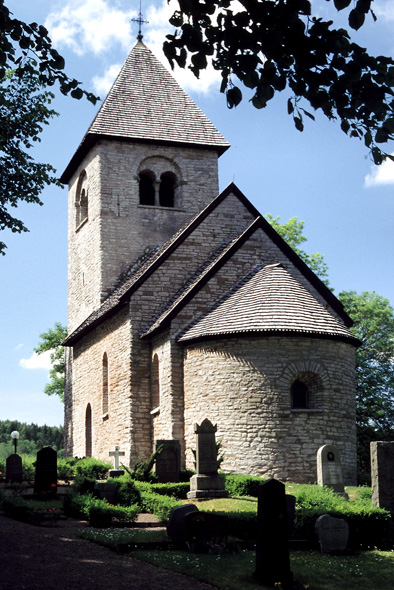
Die Kirche von Våmb

Die Kirche von Våmb liegt am Stadtrand von Skövde (Schweden).
Mitte des 12. Jahrhunderts wurde in Våmb eine romanische Kirche mit Langhaus, Chor und Apsis gebaut. Die Kirche wurde Ende des 12. Jahrhunderts mit einem Turm versehen. In der Kirche befinden sich noch ursprüngliche Objekte, wie z. B. ein Taufstein aus dem 13. Jahrhundert und mehrere mittelalterliche Skulpturen.
Ende des 19. Jahrhunderts wurde die Kirche gemäß damaligen Vorstellungen restauriert. 1944/45 versuchte man in einer neuerlichen Restaurierung, die vorgenommenen Eingriffe ins Kircheninnere rückgängig zu machen.